# Core (Einkaufsgemeinschaft)
Core ist eine Einkaufsgemeinschaft europäischer Einzelhandelsketten. Hauptziel ist die gemeinsame Beschaffung international handelbarer Güter, um so günstigere Preise erzielen und die Kosten von Zwischenhandel und Logistik senken zu können.
Core hat die rechtliche Form einer Genossenschaft und ihren Sitz in Brüssel.

## Geschichte
Die Einkaufskooperation wurde zum Jahresanfang 2014 von vier Unternehmensgruppen gegründet, die zuvor der Einkaufsgemeinschaft Coopernic angehört hatten. Im September 2013 hatten jedoch die deutsche REWE Group, die belgische Colruyt Group, die italienische Conad und Coop Schweiz wegen „unüberbrückbarer Differenzen über die zukünftige Form und strategische Ausrichtung“ der Allianz die Trennung von der französischen Gruppe E.Leclerc zum Jahresende bekannt gegeben.
Die Konditionen der neuen Kooperation blieben die gleichen wie zuvor bei Coopernic, der Sitz ist ebenfalls Brüssel. Zum Präsidenten von Core wurde Rewe-CEO Alain Caparros gewählt, die Geschäftsführung übernahm Gianluigi Ferrari, der dieselbe Position schon bei Coopernic innehatte.
Zum Jahresbeginn 2015 trat die französische Lebensmittelhandelskette Système U als fünftes Mitglied Core bei. Mitte 2015 hat die REWE Group die Einkaufsgemeinschaft Core nach nur einem Jahr wieder verlassen, um stattdessen eine Kooperation mit dem ehemaligen Coopernic-Mitglied E.Leclerc einzugehen.